# Барбікан жовтоголовий
Барбікан жовтоголовий (Stactolaema anchietae) — вид дятлоподібних птахів родини лібійних (Lybiidae).

## Назва
Латинська назва anchietae вшановує португальського натураліста Жозе Альберту де Олівейра Аншіета (1832—1897).

## Поширення
Вид поширений в ДР Конго, Анголі та Замбії.

## Опис
Дрібний птах, завдовжки 17,6-20 см і вагою 36-54 г, що робить його найменшим видом серед лібійних. Забарвлення оперення коричневе, лише голова, криючі крил та підхвістя жовті. Дзьоб великий, масивний, чорного кольору.